# Fundacja
Fundacja (łac. fundatio ‘założenie; fundament’ od fundare 'umocnić; założyć fundament, utwierdzić’ z fundus ‘grunt, posiadłość, majątek’) – forma prawna organizacji pozarządowej, której istotnym substratem jest kapitał przeznaczony na określony cel oraz statut zawierający reguły dysponowania tym kapitałem. Fundacje są po stowarzyszeniach drugą co do popularności formą prawną wśród organizacji pozarządowych.
Fundacja jest zakładem (osobą prawną typu zakładowego), a więc – w odróżnieniu np. od stowarzyszeń, związków zawodowych, partii, samorządów zawodowych i innych korporacji – nie ma członków (jest bezosobowa). Jest przez to bardziej niezależna niż korporacja od osób fizycznych – o celu, majątku, zasadach działania decyduje jej twórca.

## Rodzaje fundacji
Ze względu na fundatora wyróżnia się fundacje: prywatne, korporacyjne i publiczne. Fundacje prywatne prowadzą osoby fizyczne. Fundacje korporacyjne prowadzą prywatne przedsiębiorstwa. Fundacje państwowe prowadzi administracja publiczna.
Ze względu na cel wyróżnia się fundacje: pożytku publicznego, pożytku własnego i pożytku mieszanego. Fundacje pożytku publicznego są powołane do realizacji celów społecznych. Fundacje pożytku własnego są powołane do realizacji celów prywatnych lub grupowych. Fundacje pożytku mieszanego mają podwójne zamiary, realizują zarówno cele społeczne, jak i działania PR.
Ze względu na formę podejmowanych działań wyróżnia się fundacje: grantodawcze i operacyjne. Fundacje grantodawcze finansują działalność innych organizacji. Fundacje operacyjne finansują własne działania. Wśród nich można wyróżnić fundacje instytucjonalne, prowadzące instytucje i fundacje projektowe, realizujące konkretne projekty.
Ze względu na pochodzenie majątku wyróżnia się fundacje: kapitałowe i żebracze. Fundacje kapitałowe mają majątek na realizację celów. Fundacje żebracze pozyskują fundusze na realizację celów.
Ze względu na sposób działania, jaki przyjmują w momencie powołania wyróżnia się fundacje: filantropijne, rzecznicze i świadczące usługi. Fundacje filantropijne chcą pomagać innym. Fundacje rzecznicze wprowadzają zmiany systemowe. Fundacje świadczące usługi specjalizują się w dostarczaniu usług.
Ze względu na odbiorcę wyróżnia się fundacje: służebne, obywatelskie i interesu grupowego. Fundacje służebne działają na rzecz potrzebującego. Fundacje obywatelskie działają na rzecz wspólnego dobra społecznego. Fundacje interesu grupowego działają na rzecz konkretnej grupy.
Ze względu na obszar działalności wyróżnia się fundacje: międzynarodowe, krajowe i lokalne. Fundacje międzynarodowe działają na terenie różnych państw. Fundacje krajowe działają na terenie danego państwa. Fundacje lokalne działają na terenie społeczności lokalnej.
Ze względu na rozwiązania sukcesji rodzinnych firm – fundacja rodzinna.

## Fundacje w Polsce
W Polsce podstawowym aktem prawnym regulującym problematykę fundacji, ich zakładania i funkcjonowania jest ustawa z dnia 6 kwietnia 1984 r. o fundacjach (Dz.U. z 2023 r. poz. 166), zgodnie z którą konstytutywnymi przesłankami powstania fundacji są: akt fundacyjny (zawierający oświadczenie woli o ustanowieniu fundacji – w formie aktu notarialnego lub w testamencie) i rejestracja przez sąd.
W polskim porządku prawnym, zgodnie ze statutem fundacji, dopuszcza się realizację zadań mających charakter działalności naukowej i działalności naukowo-badawczej.
Zgodnie z dotychczasowym orzecznictwem Naczelnego Sądu Administracyjnego – nie zaliczano fundacji do organizacji społecznych, co uzasadniano właśnie tym, że fundacja nie jest korporacją obywateli, ale wyodrębnioną masą majątkową. W związku z tym odmawiano fundacjom np. prawa uczestnictwa w postępowaniach administracyjnych na prawach strony (które to uprawnienie organizacjom społecznym przyznaje art. 31 Kodeksu postępowania administracyjnego), czy też prawa do składania skarg do sądów administracyjnych w sprawach dotyczących innych osób (uprawnienie przyznane organizacjom społecznym na podstawie art. 50 ust. 1 ustawy – Prawo o postępowaniu przed sądami administracyjnymi). Ostatnio jednak pogląd ten został przełamany przez uchwałę siedmiu sędziów NSA, w której stwierdzono, iż także fundacjom przysługuje status organizacji społecznych (Uchwała 7 sędziów NSA z 12 grudnia 2005 r.).
1 października 2010 w rejestrze REGON zarejestrowanych było 12 tys. fundacji.

### Fundacja rodzinna
Fundacja rodzinna kształtowana jest w zakresie ładu korporacyjnego w oparciu o wolę fundatora, z ograniczeniami co do składu organów fundacji – z inicjatywy fundatora, bez ingerencji ustawodawcy (projektowana od 2022 r. – z opublikowanym 22 marca 2021 r. przez Ministerstwo Rozwoju, Pracy i Technologii w Biuletynie Informacji Publicznej Rządowego Centrum Legislacji projektem ustawy o fundacji rodzinnej, z planowanym terminem przyjęcia projektu przez Radę Ministrów w II kwartale 2021 r. i wejściem ustawy w życie – 1 stycznia 2022 r., nowa instytucja w prawie polskim, wzorowana na ustawodawstwach państwach europejskich, w tym Austrii), do której wkłady mają być nieopodatkowane, a więc jej tworzenie będzie korzystniejsze podatkowo niż założenie spółki holdingowej, ograniczone zostanie jednak prawo do zachowku. Wniesienie firmowych aktywów do fundacji rodzinnej nie będzie opodatkowane – zgodnie z projektem resortów rozwoju i finansów – fundacja rodzinna nie będzie mogła prowadzić działalności gospodarczej, będzie pomnażać majątek rodzinny poprzez inwestowanie w akcje i udziały innych firm (dywidendy) oraz w inne papiery wartościowe.
Od 2023 roku przedsiębiorcy w Polsce mogą założyć fundację rodzinną, wzorowaną na ustawodawstwie Austrii, Niemiec, Malty, Szwajcarii i Księstwa Liechtenstein. Może ona gromadzić mienie, zarządzać nim w interesie beneficjentów oraz spełniać świadczenia na ich rzecz, osiągając przy tym korzyści podatkowe. Jej głównym celem jest jednak sukcesja wielopokoleniowa i ochrona majątku. W założeniach ustawodawczych instytucja ta ma być efektywnym narzędziem sukcesji, podlegając przy tym specyficznemu, preferencyjnemu (i skomplikowanemu) opodatkowaniu.
Zakres dozwolonej dla fundacji rodzinnej działalności gospodarczej jest przedmiotem kontrowersji, fundacja rodzinna nie może prowadzić działalności o charakterze spekulacyjnym (handlowym). Zakup rzeczy – w tym nieruchomości – celem ich zbycia z zyskiem, nie jest możliwy. Naruszenie tych zasad będzie skutkować sankcjami podatkowymi.
Fundację rodzinną mogą założyć osoby fizyczne, które muszą wnieść do niej majątek o wartość co najmniej 100 tys. zł. Fundacja jest korzystnym rozwiązaniem dla właścicieli średnich i dużych przedsiębiorstw rodzinnych. Utworzenie takiej fundacji zabezpiecza majątkowo członków rodziny, pozwala na oddzielenie spraw biznesowych i rodzinnych oraz pozwala na planowanie sukcesji.
Organami fundacji są:
- zarząd – prowadzi bieżące sprawy fundacji,
- zgromadzenie beneficjentów – pełni funkcje na wzór zgromadzenia wspólników/akcjonariuszy,
- rada nadzorcza – wymóg powołania obowiązuje gdy beneficjentów jest powyżej 25 osób.

W przypadku założenia fundacji rodzinnej i wniesienia do niej majątku nie opłaca się od tych czynności podatku PCC i CIT.
W momencie przekazywania środków beneficjentom fundacja rodzinna płaci CIT 15%. Nie ma możliwości odliczania amortyzacji i kosztów uzyskania przychodów. Osoby fizyczne będące beneficjentami jeżeli należą do najbliższej rodziny (małżonek, wstępny, zstępny, rodzeństwo, pasierbowie, ojczym lub macocha) są zwolnienie z podatku PIT.
W przypadku osób zaliczanych do I lub II grupy podatkowej zgodnie z przepisami o podatku od spadków i darowizn zapłacą 10% PIT. Pozostałe osoby 15% PIT.